# Newbottle (Northamptonshire)
Newbottle est une paroisse civile du Northamptonshire, en Angleterre.